# Vorticella nutans
Vorticella nutans — вид інфузорій родини Vorticellidae.

## Опис
Тіло неправильно-дзвонової форми (один край довше за інший), по відношенню до стебла розташоване похило. Пеллікула гладка, невичерпана. Макронуклеус С-подібно вигнутий, витягнутий вздовж тіла. Диск слабоопуклий. Стебло в кілька разів довше за тіло. Довжина 40 — 80 мкм.

## Спосіб життя
Мешкає у прісній воді на раковинах молюсків. В активному мулі зустрічається досить часто, переважно у значних кількостях.